# 祁甡
祁甡（1936年—），台灣人，是國立交通大學光電工程學系榮譽退休教授。出生於江蘇省淮陰縣。與崔家蓉於1977年在美國結婚，育有一子一女。

## 學歷
- 美國紐約科技大學電子物理博士
- 國立交通大學碩士
- 國立台灣大學學士

## 經歷
- 國立交通大學副校長
- 國立交通大學光電工程學系教授
- 元智大學電機工程學系講座教授
- 巨擘科技董事長
- 「大學學術追求卓越發展計畫」- 「建構兆位元紀元的光電科技」總主持人

## 榮譽
- 1996年(中華民國八十五年)第一期傑出人才講座(由傑出人才基金會頒發)
- 1996年:美國光學學會士(Fellow)及中華光電學會士
- 2000年教育部學術獎
- 中華民國光學工程學會-第七屆『工程獎章』

## 外部連結
- 國立交通大學光電系介紹祁甡 （页面存档备份，存于）

| 前任： ' | 國立交通大學副校長 — | 繼任： ' |